# آندری زامکووی
آندری زامکووی (روسی: Андрей Викторович Замковой؛ زادهٔ ۴ ژوئیهٔ ۱۹۸۷) بوکسور اهل روسیه است.